# Vogelgrun
Vogelgrun – miejscowość i gmina we Francji, w regionie Grand Est, w departamencie Górny Ren.
Według danych na rok 1990 gminę zamieszkiwało 415 osób, a gęstość zaludnienia wynosiła 83 osób/km² (wśród 903 gmin Alzacji Vogelgrun plasuje się na 523. miejscu pod względem liczby ludności, natomiast pod względem powierzchni na miejscu 489.).